# John Armstrong, Sr.
Pour les articles homonymes, voir John Armstrong et Armstrong.
John Armstrong, né le 13 octobre 1717, mort le 9 mars 1795, est un ingénieur civil et un soldat américain qui a servi comme général pendant la guerre d'indépendance américaine. Il a été élu au Congrès par la Pennsylvanie.

## Jeunesse
Armstrong naît le 13 octobre 1717 à Brookeborough, dans le comté de Fermanagh, en Irlande. Il étudie dans ce pays et devient ingénieur civil, avant d'émigrer en Pennsylvanie. Armstrong s'installe en Pennsylvanie comme arpenteur pour la famille Penn, qui possède la colonie. En 1750, il conçoit le premier plan de la ville de Carlisle et devient l'un de ses premiers colons. Il est plus tard nommé arpenteur par le nouveau comté de Cumberland, en Pennsylvanie.

## Guerres indiennes
Pendant la guerre contre les Français et les Indiens, une force combinant des Indiens Delaware et des Français attaque et met à sac Fort Granville (actuellement Lewistown) en juin 1756, ramenant un nombre de prisonniers par le Kittanning Path vers leur village fortifiée de Kittanning, sur la rivière Allegheny (actuellement Kittanning, en Pennsylvanie). Le gouverneur John Penn ordonne aux troupes provinciales stationnées dans le comté de Cumberland de répondre. Le colonel Armstrong mène l'expédition Kittanning, un raid intrépide au cœur d'un territoire hostile qui détruit Kittanning le 8 septembre 1756. L'action vaudra à Armstrong tout le long de sa vie le surnom de « héros de Kittanning ».
En 1758, le colonel Armstrong conduit 2 700 hommes des troupes provinciales de Pennsylvanie dans l'expédition du général John Forbes, dont l'approche contraint les Français à évacuer faire sauter Fort Duquesne. Armstrong devient un bon ami de l'autre commandant de l'expédition, le colonel George Washington.

## La Révolution américaine
Dans les premiers moments de la guerre d'indépendance américaine, Armstrong est brigadier-général dans la milice de Pennsylvanie. Le 1er mars 1776, le Congrès le nomme au même rang dans l'armée de l'Union. Il est envoyé dans le sud pour commencer les préparatifs de la défense de Charleston. Il emploie ses talents d'ingénieurs dans la construction de défenses, qui permettent à la vile de résister au siège anglais, quelques années après. Quand le général Charles Lee arrive pour prendre le commandement, il reprend ses fonctions dans l'armée de l'Union et de la milice de Pennsylvanie. La Pennsylvanie le nomme major-général à la tête de la milice de l'État. Cette nomination met fin à son service au sein de l'armée de l'Union, mais ni la guerre ni sa coopération avec le général Washington.
Lors de la bataille de Brandywine, le 11 septembre 1777, les miliciens d'Armstrong occupent l'extrême gauche de la ligne américaine. Ils assurent également la garde des provisions de l'armée. Après une dure journée de combat, les Américains sont contraints de se retirer pour éviter l'encerclement. Armstrong emmène le ravitaillement et sa milice hors de Pyle's Ford à la tombée de la nuit.
Lors de la bataille de Germantown, le 2 octobre, le général Armstrong commande l'aile droite américaine. Sa mission est de contourner le flanc gauche britannique, de l'attaquer et de la prendre par ses arrières. En dépit de retards et des difficultés rencontrées par plusieurs unités dans ses mouvements, le mouvement d'ensemble se passe dans de bonnes conditions, jusqu'à ce que le centre soit bloquée à Chew House. À ce moment, il s'écroule après un nuage causé par des tirs amis quand les hommes du général Adam Stephen tirent sur les troupes d'Anthony Wayne, les contraignant à battre en retraite. Armstrong, dont les hommes ont avancé jusque vers le centre de Germantown, mais ne sont guère impliqués dans le combat, s'est plaint, plus tard, qu'il était «…une victoire glorieuse disputée aux huit dixièmes gagnée…mystérieusement perdue, parce qu'à ce moment, aucun homme ne peut…donner la moindre bonne raison pour la fuite. »
Après Germantown, Armstrong obtient l'autorisation de renoncer au commandement actif. Sa santé, à soixante ans, n'est plus ce qu'elle était, et ses vieilles blessures le font souffrir. Retournant chez lui à Carlisle, il est élu au Congrès par l'assemblée de Pennsylvanie. Représentant de 1777 à 1780, c'est un puissant soutien de Washington et de l'armée. Armstrong est ferme dans son soutien en faveur d'une nouvelle constitution des États-Unis et retourne au Congrès en 1787 et 1788.

## Dernières années
Durant toute sa vie, Armstrong a servi dans nombre d'établissements locaux ou civiques. L'un d'eux, le Carlisle school board, le conduit, à l'origine, à s'opposer à la proposition du Dr Benjamin Rush de créer un collège dans la ville. Il se laisse fléchir, par la suite, et devient membre du premier bureau des administrateurs du collège Dickinson. John Armstrong meurt dans sa maison de Carlisle, en Pennsylvanie, le 9 mars 1795, et est enterré au vieux cimetière de Carlisle. En 1800, quand la Pennsylvanie crée un nouveau comté à Kittanning, il est baptisé comté Armstrong en son honneur. Son fils, John Armstrong Jr. a également servi dans l'armée et a été élu au Congrès.